# Елкгорн (Вісконсин)
Елкгорн (англ. Elkhorn) — місто (англ. city) в США, в окрузі Волворт штату Вісконсин. Населення — 10 247 осіб (2020).

## Географія
Елкгорн розташований за координатами 42°40′30″ пн. ш. 88°31′48″ зх. д. / 42.67500° пн. ш. 88.53000° зх. д. (42.674941, -88.529895).  За даними Бюро перепису населення США в 2010 році місто мало площу 20,22 км², з яких 20,10 км² — суходіл та 0,12 км² — водойми.

## Демографія
Згідно з переписом 2010 року, у місті мешкали 10 084 особи в 3801 домогосподарстві у складі 2514 родин. Густота населення становила 499 осіб/км².  Було 4043 помешкання (200/км²).
Расовий склад населення:
| - 91,4 % — білих - 1,2 % — чорних або афроамериканців - 0,7 % — азіатів - 0,2 % — корінних американців - 4,8 % — осіб інших рас |

До двох чи більше рас належало 1,6 %. Частка іспаномовних становила 11,0 % від усіх жителів.
За віковим діапазоном населення розподілялося таким чином: 27,5 % — особи молодші 18 років, 60,6 % — особи у віці 18—64 років, 11,9 % — особи у віці 65 років та старші. Медіана віку мешканця становила 34,3 року. На 100 осіб жіночої статі у місті припадало 98,6 чоловіків;  на 100 жінок у віці від 18 років та старших — 96,3 чоловіків також старших 18 років.
Середній дохід на одне домашнє господарство  становив 59 214 долари США (медіана — 53 724), а середній дохід на одну сім'ю — 70 325 доларів (медіана — 62 514). Медіана доходів становила 51 447 доларів для чоловіків та 33 537 доларів для жінок. За межею бідності перебувало 7,7 % осіб, у тому числі 6,0 % дітей у віці до 18 років та 8,8 % осіб у віці 65 років та старших.
Цивільне працевлаштоване населення становило 4908 осіб. Основні галузі зайнятості: виробництво — 23,5 %, освіта, охорона здоров'я та соціальна допомога — 21,3 %, роздрібна торгівля — 12,0 %, мистецтво, розваги та відпочинок — 10,4 %.